# 西蒙尼-塞馬當·桑多爾
西蒙尼-塞馬當·桑多爾（匈牙利語：Simonyi-Semadam Sándor，1864年3月23日—1946年6月4日），匈牙利律師、政治家和探險家。西蒙尼-塞馬當以其對東方文化的研究著稱，他在匈牙利蘇維埃政府垮台後的過渡時期出任首相，任內簽署了特里亞農條約。

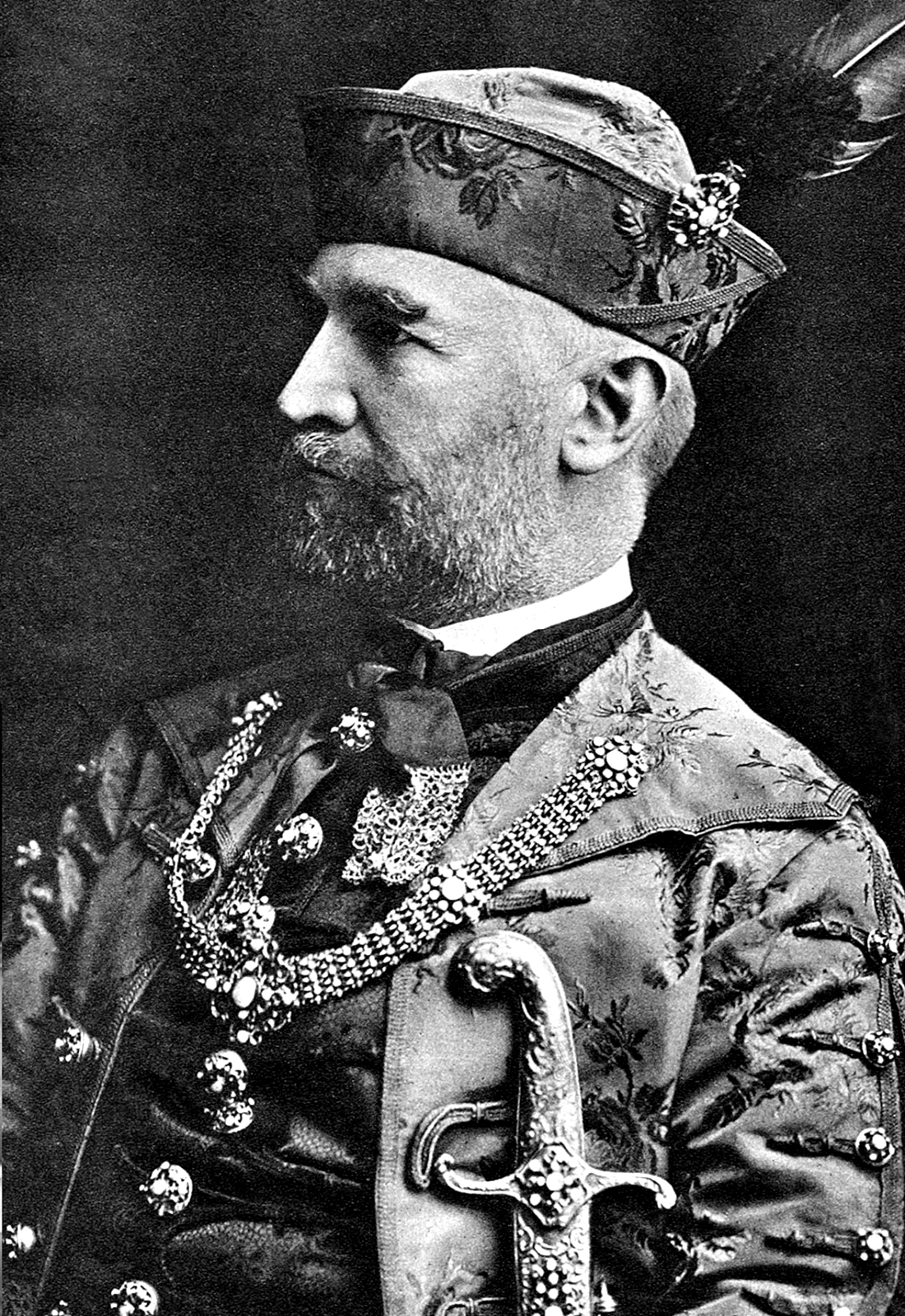
西蒙尼-塞馬當·桑多爾

## 早年
西蒙尼-塞馬當出生在一個天主教資產階級家庭，並先後在布達佩斯、德國和聖路易學習法律後取得博士学位。他開設了一間律師事務所，並定期在期刊上發表政治、經濟和法律文章。他遊歷過歐洲、亞洲、非洲和美洲。
他的妻子是科瓦奇·希多莉亞，兩人育有一個兒子和兩個女兒。他的大女兒伊莉莎白(1892–1975)嫁給了甘茨工廠工程師康多·卡爾曼的同事邁耶·米斯卡，他的小女兒瑪格麗特(1893–1976)嫁給了米斯卡的兄弟邁耶·蓋扎 ，專利法院副院長。第一次世界大戰後，桑多爾的兒子在義大利被囚禁期間去世 。

## 政治生涯
他於1901年直到匈牙利蘇維埃共和國作為天主教人民黨黨員參政。一戰时羅馬尼亞被佔領後，他成為了首相並兼職內政和外交部長，並被迫簽署導致匈牙利丟失72%領土的特里亞農條約，直到霍爾蒂·米克洛什攝政王以其中意的泰萊基·帕爾取代西蒙尼-塞馬當的首相一職，1921年卡爾復辟政變後，他加入了小農和國家農民黨後便不問政事。他隨後致力於匈牙利和日本的文化交流。1936年，他被霍爾蒂任命為樞密院議員，1946年，他因肺炎和心力衰竭去世。
1. ↑  .   [2023-08-23]. （原始内容存档于2015-04-23）.